# ポケットモンスター (1997-2002年のアニメ)
『ポケットモンスター』（POCKET MONSTERS）は、ゲームソフト「ポケットモンスターシリーズ」を原作とするOLM制作の日本のテレビアニメ。1997年4月1日から2002年11月14日までテレビ東京系列放送された。アニメ版ポケットモンスター第1シリーズとなる。全275話。
後発シリーズと区別するため、本作は「PM」、「第1シリーズ」、「無印」、「1997年版」、「平成版」とも表記される（後述）。

## 概要
原作の設定を踏襲しつつ、キャラクター間の関係や悪役の配役などには独自の設定が多数作られており、テンポのよい冒険活劇として表現されている。独特の言い回しやパロディを使用するなど、シリーズ構成を担当した首藤剛志によるただゲームをアニメにしただけにはとどまらない世界観を築き上げた。主人公サトシと共に、ジムリーダーのタケシとカスミが旅をする仲間とした位置付けであったり、常連の敵役としてロケット団のムサシとコジロウ、そして人間の言葉を話せるニャースといったキャラクターが創作された。また、首藤はロケット団の登場時の口上「なんだかんだと聞かれたら - 」というセリフも生み出している。
ストーリーは、原作のゲームの『赤・緑』のストーリーを基本とした「カントー編」（全81話）、オリジナルエピソードの「オレンジ諸島編」（全36話）、『金・銀』を基本とした「ジョウト編」（全158話）に大別される。なお、当シリーズの正式タイトルは『ポケットモンスター』だが、後発の『アドバンスジェネレーション』（AG）、『ダイヤモンド&パール』（DP）、『ベストウイッシュ』（BW）、『XY』、『サン&ムーン』（SM）と対比するために、このシリーズ全体を「無印」と呼ぶことがある。また、2019年から2023年まで放送された同名のテレビシリーズ『ポケットモンスター』（PM2）については「新無印」等と呼称され本作とは区別されている。「オレンジ諸島編」では、タケシはウチキド研究所に残り（後にサトシ達よりも先に、マサラタウンのサトシの家に戻り、再度仲間になることになる）、ポケモンウォッチャーのケンジが同行している。
サブタイトル表示では、第1話のみ「ポケモン！きみにきめた！」は緑だったが、第2話「たいけつ！ポケモンセンター！」からは青に変更された。なお、第16話「ポケモンひょうりゅうき」の冒頭辺りで、船が沈没したことによって少し暗い曲となった場面もある。ジョウト編の後期からは緑をベースにモンスターボールとジョウト地方のジムバッジの背景に変更された。開始当初から2001年3月までは、CM前後のアイキャッチにその回にちなんだポケモンのシルエットクイズが出題されていた。CMの前には「だーれだ？」という掛け声と共に問題が出題され、CM終了後に答えを発表する形式であった。また、次回予告の最初にも次の回にちなんだポケモンのシルエットが表示されていた。シルエットは次回予告を見た時点ですぐに推測できるものがほとんどだったが、数回「引っかけ問題」が出題されたことがある（出題された時期は集中していた）。2001年4月5日放送の第194（金銀編第76）話からは、従来のシルエットのみに加えて図鑑ナンバーを使ったクイズに変更された。それまで暗いイメージだった背景は多色化によりモンスターボールを基調とした明るいポップ調のものに一新され、出題時の掛け声もそれまでの「だーれだ？」から、英語の「Who 's that POKEMON?」に変更され、当シリーズの最終回まで続いた。その後、「ジョウト編」の途中以降行なわれていなかったCM前後のアイキャッチで行われるシルエットクイズは『ベストウイッシュ』の第61話から復活した。
ミニコーナー「オーキド博士のポケモン講座」は第61話（9月3日）からスタートした。「さぁって、今回のポケモンは…、ピッピカチュウ!!」とスロットで回す場面が見られる。なお、「カントー編」および「ジョウト編」の終盤でポケモンリーグのエピソードを放送している間はその解説を、劇場版の封切りが近付くとその情報を伝える「特別編」として放送することもあった。
放送開始当初は1年間の放送予定だったとされる（シリーズ構成を担当した首藤剛志は、後に「最低でも1年半は続けるのが目標だった」と語っている）。しかし、初回視聴率は10.2％（関東地区）、平均視聴率は10.0％、最高視聴率は関東地区が1997年11月11日放送の18.6%、関西地区が1997年10月28日放送の11.2%（ビデオリサーチ調べ）と好調で推移し、最終的には2023年3月24日のPM2編終了まで26年間続く長寿シリーズ番組となった。なお、1997年10月4日に19時台に跨って放送されたスペシャル回では最高視聴率17.4％（関東地区）、1998年11月26日に木曜日の放送枠では最高視聴率17.0％（関東地区）を記録し、同日に放送された19時台の番組で視聴率トップとなった。
1997年12月16日に放送された第38話「でんのうせんしポリゴン」にて一部視聴者が体調不良を訴える事件が発生（ポケモンショック）、これに伴い一時放送が休止となり、4ヶ月後の1998年4月16日に放送枠を移動して再開した。放送再開後はOPの一部シーンやタイトルロゴのアニメーションが変更されている。
本シリーズのみ第1話 - 第14話が小学館・スーパークエスト文庫において『ポケットモンスター The Animation』のタイトルで小説化されている。著者は首藤剛志で、アニメ版では隠されているシビアな現実が書かれており、主人公達の住む世界の実情やシステムが明かされた。
放送初期、ピカチュウ役の大谷育江がピカチュウ語の練習をしている隣で松本梨香が他の事をしているとき、松本はふと呼ばれたような気がして「何？」と振り返ると、大谷は「わかったの？」とびっくりしていた。大谷はピカチュウ語としてサトシと呼んでいたところだった。他のキャストもポケモン語での感情表現は四苦八苦していたという。
金銀編後半では『ルビー・サファイア』発売に先駆け、その舞台となるホウエン地方出身のトレーナーや新ポケモンがゲスト出演している。
本作の最終回のラストでサトシとピカチュウがホウエン地方に到着し、最終回の出来事がAG第1話での出来事に繋がる。そのため事実上金銀編最終回はAG第1話へのプロローグとも言える。シリーズ全放送後は、引き続き全てのネット局で『ポケットモンスター アドバンスジェネレーション』を放送している。
後に『週刊ポケモン放送局』で放送されたサイドストーリーでは、タケシとカスミがサトシと別れた後の話が放送されている。
CS放送キッズステーションでも放送中であるが、前述の第38話は省かれている。当初はセル画で制作されていたが、2002年8月15日放送の第263話「ナナコとエレキッド」より（OPとEDや一部コーナーはそれ以前から）デジタル制作に移行した。

## あらすじ
不思議な生き物、ポケットモンスター（ポケモン）と人間が互いに助け合って生きている世界。この世界ではポケモン同士を戦わせる「ポケモンバトル」が盛んに行われており、多くの少年少女たちが最強のトレーナーを目指して旅をしていた。
マサラタウンに住む少年・サトシも「ポケモンマスター」に憧れる1人。彼は10歳の誕生日に、町に住むポケモン研究者のオーキド博士からポケモンを貰って旅立つことになっていた。しかしサトシはその旅立ちの朝に大寝坊、慌てて研究所に向かったもののヒトカゲ、フシギダネ、ゼニガメの3匹は全てライバル達に持って行かれた後だった。そんなサトシに博士が差し出したのは、ねずみポケモン・ピカチュウ。可愛らしい容姿のピカチュウにサトシは一目ぼれ。こうしてサトシの旅は始まったが、相棒のピカチュウはサトシに対して心を開こうとしなかった。
対立しながらの旅を始める1人と1匹であったが、ふとしたことから起きたオニスズメの大群との戦いを通して打ち解け、唯一無二のパートナーとなる。そして多くの人やポケモンとの出会いと別れを繰り返しながら、サトシと仲間たちの冒険の日々は続いていく。
カントー編
10歳になったサトシはピカチュウをパートナーに旅立つ。カスミ、タケシが仲間になり、ポケモンリーグセキエイ大会出場に必要な8つのバッジを集める為カントー地方のポケモンジムを回る。
オレンジ諸島編
ポケモンリーグセキエイ大会終了後、サトシはオーキド博士からGSボールをウチキド博士からもらってきてほしいというお使いを頼まれる。ウチキド研究所に向かい、タケシと別れ帰ろうとするものの野生のプリンのせいで別の島に不時着してしまう。そこでサトシとカスミはケンジとラプラスと出会い、共にオレンジ諸島の島々を巡る。
ジョウト編
オレンジ諸島での旅を終えたサトシはシゲルがジョウト地方に旅立ったことに触発されジョウトリーグ出場を目指すため、ケンジと別れカスミ、タケシと共にジョウト地方へ旅立つ。

## 登場人物
以下の人物・団体は個別項目を参照。
サトシと手持ちポケモン
- サトシ - 松本梨香
  - ピカチュウ - 大谷育江
  - サトシのポケモン (カントー・オレンジ諸島編)
  - サトシのポケモン (ジョウト編)

メインキャラクター
- カスミ - 飯塚雅弓
  - コダック - 愛河里花子
  - トゲピー - こおろぎさとみ

- タケシ - 上田祐司
  - ロコン - 愛河里花子

- ケンジ - 関智一
  - マリル - かないみか

ロケット団
- ムサシ - 林原めぐみ
  - ソーナンス - 上田祐司

- コジロウ - 三木眞一郎
- ニャース - 犬山イヌコ
- サカキ - 鈴置洋孝

準メインキャラクター
- オーキド博士 - 石塚運昇
- シゲル - 小林優子
- ハナコ - 豊島まさみ
- ジョーイ - 白石文子→山口由里子
- ジュンサー - 西村ちなみ

その他のキャラクター
- ジムリーダー
- 四天王・チャンピオン
- ロケット団
- プリン - かないみか

## スタッフ
- 原案 - 田尻智
- スーパーバイザー - 石原恒和
- アソシエイトプロデューサー - 吉川兆二
- アニメーション監修 - 小田部羊一
- 企画 - 岩田圭介（第1話 - 第15話、第92話 - 第276話）、川口孝司、久保雅一
- 総監督 - 湯山邦彦
- 監督 - 日高政光
- シリーズコンストラクション - 首藤剛志（第1話 - 第158話）
- 設定協力（コーディネイト） - 陣内弘之、川村久仁美（第119話 - 第276話）、野本岳志（第119話 - 第276話）
- キャラクター原案（コーディネイト） - 杉森建、藤原基史、森本茂樹、西田敦子→にしだあつこ、吉田宏信（第119話 - 第276話）、斎藤むねお（第119話 - 第276話）、太田敏（第119話 - 第276話）、吉川玲奈（第119話 - 第276話）
- アニメーションキャラクター→キャラクターデザイン - 一石小百合
- 総作画監督 - 山田俊也（第92話 - 第276話）
- 総作画監督補 - 小菅和久（第210話・第212話 - 第240話）
- 美術監督 - 金村勝義
- 色彩設計 - 吉野記通、大関たつ枝（第93話 - 第112話）
- 撮影監督 - 池上元秋（第1話 - 第262話）→白井久男（第263話 - 第276話）
- 編集 - 辺見俊夫、伊藤裕（第1話 - 第82話）
- 音響監督 - 三間雅文
- 音楽 - 宮崎慎二
- 一部原曲 - 増田順一、一之瀬剛（第119話 - 第276話）、青木森一（第119話 - 第276話）
- 音楽協力 - テレビ東京ミュージック
- ナレーター - 石塚運昇
- 協力 - ジェイアール東日本企画
- プロデューサー - 村瀬由美（第1話 - 第15話）→岩田圭介（第15話 - 第91話）→岩田牧子（第92話 - 第259話）→松山進（第260話 - 第276話）、柳沢隆行（第1話 - 第259話）→深澤幹彦（第260話 - 第276話）、盛武源
- アニメーションプロデューサー - 神田修吉
- アニメーション制作 - OLM TEAM OTA
- 製作 - テレビ東京、SOFTX→MEDIANET、小学館プロダクション

## 主題歌

### オープニングテーマ
| 話数    | 曲名                   | 歌手       | 概要 |
| ------- | ---------------------- | ---------- | --- |
| 1-82    | めざせポケモンマスター | 松本梨香   | 第2話までのオープニングアニメーションでは、フーディン (FOODIN) と書かれているのに対し進化前のユンゲラーが描かれており、第3話で修正された。 ポケモンショックの影響で、放送再開後は冒頭のタイトルロゴの輝き方などのアニメーションが一部変更されており、DVD・ビデオ版・キッズステーション版でもこちらが使用されている。 CD音源とは、一部アレンジが異なる。 |
| 83-118  | ライバル！             | 松本梨香   | |
| 119-193 | OK!                    | 松本梨香   | このOPから映像がデジタル化となる。 |
| 194-240 | めざせポケモンマスター | Whiteberry | テレビバージョンでは、最初に“ポケモン ゲットだぜーッ！”という歌詞が挿入されているが、フルバージョンには入っていない。 テレビアニメの主題歌としては初めてのピカチュウレコードからのリリースではない。 曲の中盤に初めて本作の概説文が入り、以後AGからXY&Zまでのオープニングにも継承された。                                                               |
| 241-276 | Ready Go!              | 田村直美   | 本作の概説文が冒頭に移動した。 |

### エンディングテーマ
| 話数            | 曲名                                  | 歌手                                                           | 概要 |
| --------------- | ------------------------------------- | -------------------------------------------------------------- | --- |
| 1-28            | ひゃくごじゅういち                    | オーキド博士（石塚運昇）とポケモンキッズ                       | アーティストは放送時は「石塚運昇」名義であったが、CD化の際に「オーキド博士（石塚運昇）とポケモンキッズ」と改められた。 |
| 29-37 65-70     | ニャースのうた                        | ニャース（犬山犬子）                                           | このEDから映像がデジタル化となる。エンディング映像は、月がモーフィングでさまざまなポケモンに変化するという特徴的なアニメーションとなっている。 アーティストは放送時は「犬山犬子」名義であったが、CD化の際に「ニャース（犬山犬子）」と改められた。                                                                               |
| 38-53           | ポケットにファンタジー                | さち&じゅり                                                    | ポケモンショックの発生した回（第38話）からの起用であったため、2度目の放送までにはかなりの間が空いた。 番外編3（第65話）では、映像や歌詞の一部がクリスマス仕様に変更された（VHS版『ピカチュウのなつやすみ』と同時収録のみ）。 |
| 54-64 106       | ポケモン音頭                          | ガルーラ小林                                                   | |
| 71-105          | タイプ：ワイルド                      | 日本語：松本梨香 英語：ロビー・ダンジー                        | |
| 107-118         | ラプラスにのって                      | カスミ（飯塚雅弓）・ラプラス（愛河里花子）                     | |
| 119-143         | ニャースのパーティ                    | ニャース（犬山犬子）                                           | 3DCGで制作された。 また、長らく封印されていたポリゴンが映像に登場する（しかしこれ以降はアニメで一切登場しない）。 『大乱闘スマッシュブラザーズDX』におけるニャースのフィギュアの形、及び説明文はこの曲が元ネタである。 このニャースのフィギュアが持っているギターは、アニメのエンディング映像で使っていたものと同じものである。 |
| 144-153 165-174 | ポケモンはらはらリレー                | 愛河里花子                                                     | |
| 154-158         | ポケモンはらはら2リレー（むずかし版） | 愛河里花子                                                     | |
| 159-164         | タケシのパラダイス                    | タケシ（上田祐司）                                             | 1話、数話限りのエンディングを除き使用期間が一番短い。 |
| 175-193         | ぼくのベストフレンドへ                | 岩崎宏美                                                       | |
| 194-240         | 前向きロケット団!                     | ロケット団（ムサシ、コジロウ、ニャース／コーラス：ソーナンス） | 当時のエンディングのクレジットでは「前向きロケット団」と表記されていた（語尾に「!」がない）。 表記はないが、ソーナンス（上田祐司）も歌に参加している。 |
| 241-276         | ポケッターリ モンスターリ             | 可名                                                           | |

## 各話リスト
カントー編およびオレンジ諸島編および金・銀編の放送日は全てテレビ東京系列のもの。
話数はポケットモンスターオフィシャルサイトのもの。総話数は番外編を含むが欠番は除く。また、オレンジ諸島編及び金銀編はポケットモンスターオフィシャルサイトでは1話からカウントしたためそれに従う。

### カントー編
| 放送日         | 話数    | 総話数 | サブタイトル                               | 脚本     | 絵コンテ   | 演出       | 作画監督            |
| -------------- | ------- | ------ | ------------------------------------------ | -------- | ---------- | ---------- | ------------------- |
| 1997年 4月1日  | 1       | 1      | ポケモンきみにきめた！                     | 首藤剛志 | 湯山邦彦   | 鈴木敏明   | 酒井啓史 一石小百合 |
| 4月8日         | 2       | 2      | たいけつポケモンセンター                   | 首藤剛志 | 鈴木敏明   | 井上修     | 藤田宗克            |
| 4月15日        | 3       | 3      | ポケモン！ゲットだぜ！                     | 冨岡淳広 | 浅田裕二   | 浅田裕二   | 玉川明洋            |
| 4月22日        | 4       | 4      | サムライ少年のちょうせん                   | 園田英樹 | 鈴木敏明   | 大原実     | 平岡正幸            |
| 4月29日        | 5       | 5      | ニビジムのたたかい！                       | 武上純希 | 井硲清高   | 井硲清高   | 松原徳弘            |
| 5月6日         | 6       | 6      | ピッピとつきのいし                         | 冨岡淳広 | 鈴木敏明   | 浅田裕二   | 尾鷲英俊            |
| 5月13日        | 7       | 7      | ハナダシティのすいちゅうか                 | 大橋志吉 | 井上修     | 井上修     | 藤田宗克            |
| 5月20日        | 8       | 8      | ポケモンリーグへのみち                     | 冨岡淳広 | 鈴木敏明   | 鈴木敏明   | 志村隆行            |
| 5月27日        | 9       | 9      | ポケモンひっしょうマニュアル               | 首藤剛志 | 浅田裕二   | 浅田裕二   | 玉川明洋            |
| 6月3日         | 10      | 10     | かくれざとのフシギダネ                     | 大橋志吉 | 開木菜織   | 広島秀樹   | 平岡正幸            |
| 6月10日        | 11      | 11     | はぐれポケモン・ヒトカゲ                   | 武上純希 | 井硲清高   | 井硲清高   | 志村泉              |
| 6月17日        | 12      | 12     | ゼニガメぐんだん とうじょう                | 園田英樹 | 鈴木敏明   | 鈴木敏明   | 酒井啓史            |
| 6月24日        | 13      | 13     | マサキのとうだい                           | 首藤剛志 | 石山タカ明 | 広島秀樹   | 平岡正幸            |
| 7月1日         | 14      | 14     | でんきたいけつ！クチバジム！               | 冨岡淳広 | 日高政光   | 日高政光   | 志村隆行            |
| 7月8日         | 15      | 15     | サントアンヌごうのたたかい！               | 大橋志吉 | 浅田裕二   | 浅田裕二   | 玉川明洋            |
| 7月15日        | 16      | 16     | ポケモンひょうりゅうき                     | 武上純希 | 井上修     | 井上修     | 江藤真澄            |
| 7月22日        | 17      | 17     | きょだいポケモンのしま                     | 首藤剛志 | 日高政光   | 岡崎幸男   | 志村泉              |
| 7月29日        | 18      | 18     | アオプルコのきゅうじつ                     | 園田英樹 | 鈴木敏明   | 鈴木敏明   | 酒井啓史            |
| 8月5日         | 19      | 19     | メノクラゲドククラゲ                       | 冨岡淳広 | 横田和     | 大町繁     | 武田優作            |
| 8月12日        | 20      | 20     | ゆうれいポケモンとなつまつり！             | 首藤剛志 | 井硲清高   | 井硲清高   | 志村隆行            |
| 8月19日        | 21      | 21     | バイバイバタフリー                         | 大橋志吉 | 浅田裕二   | 浅田裕二   | 玉川明洋            |
| 8月26日        | 22      | 22     | ケーシィ ちょうのうりょくたいけつ          | 武上純希 | 井上修     | 井上修     | 酒井啓史            |
| 9月2日         | 23      | 23     | ポケモンタワーでゲットだぜ                 | 園田英樹 | 岡崎幸男   | 鈴木敏明   | 志村泉              |
| 9月9日         | 24      | 24     | ゴーストVSエスパー                         | 武上純希 | 鈴木敏明   | 織田美浩   | 山本郷              |
| 9月16日        | 25      | 25     | おこらないでねオコリザル                   | 冨岡淳広 | 横田和     | 大町繁     | 武田優作            |
| 9月23日        | 26      | 26     | エリカとクサイハナ                         | 園田英樹 | 井硲清高   | 井硲清高   | 志村隆行            |
| 9月30日        | 27      | 27     | スリーパーとポケモンがえり!?               | 大橋志吉 | 石山タカ明 | 井上修     | 梶浦紳一郎          |
| 10月7日        | 28      | 28     | ロコン！ブリーダーたいけつ！               | 冨岡淳広 | 浅田裕二   | 浅田裕二   | 玉川明洋            |
| 10月14日       | 29      | 29     | かくとうポケモン！だいバトル！             | 園田英樹 | 鈴木敏明   | 鈴木敏明   | 酒井啓史            |
| 10月21日       | 30      | 30     | コイルはデンキネズミのゆめをみるか？       | 武上純希 | 藤本義孝   | 小川浩司   | 山本郷              |
| 10月28日       | 31      | 31     | ディグダがいっぱい                         | 首藤剛志 | 横田和     | 大町繁     | 武田優作            |
| 11月4日        | 32      | 32     | セキチクにんじゃたいけつ                   | 大橋志吉 | 井硲清高   | 井硲清高   | 志村隆行            |
| 11月11日       | 33      | 33     | ほのおのポケモンだいレース！               | 冨岡淳広 | 浅田裕二   | 浅田裕二   | 玉川明洋            |
| 11月18日       | 34      | 34     | ガルーラのこもりうた！                     | 武上純希 | 井上修     | 井上修     | 平岡正幸            |
| 11月25日       | 35      | 35     | ミニリュウのでんせつ                       | 園田英樹 | 鈴木敏明   | 鈴木敏明   | 志村泉              |
| 12月2日        | 36      | 36     | あらしのサイクリングロード                 | 大橋志吉 | 横田和     | 大町繁     | 武田優作            |
| 12月9日        | 37      | 37     | メタモンとものまねむすめ                   | 冨岡淳広 | 藤本義孝   | 井硲清高   | 酒井啓史            |
| 12月16日       | 欠番    | 38     | でんのうせんしポリゴン                     | 武上純希 | 井硲清高   | 井硲清高   | 志村隆行            |
| 1998年 4月16日 | 38      | 39     | ピカチュウのもり                           | 藤田伸三 | 日高政光   | 井硲清高   | 酒井啓史            |
| 1998年 4月16日 | 39      | 40     | イーブイ4きょうだい                        | 冨岡淳広 | 井上修     | 井上修     | 梶浦紳一郎          |
| 4月23日        | 40      | 41     | おきろ! カビゴン!                          | 大橋志吉 | 鈴木敏明   | 小川浩司   | 志村泉              |
| 4月30日        | 41      | 42     | たいけつ！ポケモンジム！                   | 武上純希 | 横田和     | 大町繁     | 武田優作            |
| 5月7日         | 42      | 43     | ナッシーぐんだん だいこうしん              | 園田英樹 | 井硲清高   | 井硲清高   | 山本郷              |
| 5月14日        | 43      | 44     | パラスとパラセクト                         | 冨岡淳広 | 藤本義孝   | 鈴木敏明   | 酒井啓史            |
| 5月21日        | 44      | 45     | うたって！プリン！                         | 大橋志吉 | 浅田裕二   | 浅田裕二   | 玉川明洋            |
| 5月28日        | 45      | 46     | ふっかつ!?かせきポケモン！                 | 武上純希 | 井上修     | 井上修     | 梶浦紳一郎          |
| 6月4日         | 46      | 47     | ラッキーのカルテ                           | 園田英樹 | 鈴木敏明   | 鈴木敏明   | 井坂純子            |
| 6月11日        | 47      | 48     | ガーディとコジロウ                         | 武上純希 | 日高政光   | 小川浩司   | 志村泉              |
| 6月18日        | 48      | 49     | カモネギのカモ!?                           | 冨岡淳広 | 井上修     | 井上修     | 梶浦紳一郎          |
| 6月25日        | 49      | 50     | トゲピーはだれのもの？                     | 園田英樹 | 井硲清高   | 井硲清高   | 酒井啓史            |
| 7月2日         | 50      | 51     | フシギダネのふしぎのはなぞの               | 大橋志吉 | 浅田裕二   | 浅田裕二   | 玉川明洋            |
| 7月9日         | 番外編1 | 52     | げきとう！ポケモンひなまつり               | 武上純希 | 横田和     | 大町繁     | 武田優作            |
| 7月9日         | 番外編2 | 53     | こどものひだよぜんいんしゅうごう           | 大橋志吉 | 鈴木敏明   | 小川浩司   | 山本郷              |
| 7月16日        | 51      | 54     | けいさつけんガーディ                       | 武上純希 | 鈴木敏明   | 鈴木敏明   | 井坂純子            |
| 7月23日        | 52      | 55     | シャッターチャンスはピカチュウ             | 園田英樹 | 横田和     | 大町繁     | 武田優作            |
| 7月30日        | 53      | 56     | ポケモンけんていしけん!?                   | 冨岡淳広 | 井上修     | 井上修     | 平岡正幸            |
| 8月6日         | 54      | 57     | そだてやのひみつ！                         | 大橋志吉 | 井硲清高   | 井硲清高   | 志村泉              |
| 8月13日        | 55      | 58     | もえろ！グレンジム！                       | 武上純希 | 横田和     | 大町繁     | 武田優作            |
| 8月20日        | 56      | 59     | けっせん！グレンジム！                     | 武上純希 | 浅田裕二   | 浅田裕二   | 岩根雅明            |
| 8月27日        | 57      | 60     | カメックスのしま                           | 冨岡淳広 | 石山タカ明 | 井上修     | 梶浦紳一郎          |
| 9月3日         | 58      | 61     | ハナダジム！すいちゅうのたたかい！         | 大橋志吉 | 井硲清高   | 岡崎幸男   | 林広道              |
| 9月10日        | 59      | 62     | ピッピVSプリン                             | 藤田伸三 | 鈴木敏明   | 鈴木敏明   | 志村泉              |
| 9月17日        | 60      | 63     | トキワジム！さいごのバッジ！               | 園田英樹 | 横田和     | 大町繁     | たけだゆうさく      |
| 9月24日        | 61      | 64     | ポケモンサーカスのバリヤード               | 園田英樹 | 井上修     | 井上修     | 梶浦紳一郎          |
| 10月5日        | 番外編3 | 65     | ルージュラのクリスマス                     | 園田英樹 | 浅田裕二   | 浅田裕二   | 酒井啓史            |
| 10月5日        | 番外編4 | 66     | イワークでビバーク                         | 米村正二 | 浅田裕二   | 井上修     | 梶浦紳一郎          |
| 10月8日        | 62      | 67     | ライバルたいけつ！オーキドけんきゅうじょ   | 冨岡淳広 | 日高政光   | 鈴木敏明   | 志村泉              |
| 10月15日       | 63      | 68     | ヤドンがヤドランになるとき                 | 大橋志吉 | 浅田裕二   | 浅田裕二   | 岩根雅明            |
| 10月22日       | 64      | 69     | なみのりピカチュウのでんせつ               | 藤田伸三 | 横田和     | 大町繁     | たけだゆうさく      |
| 10月29日       | 65      | 70     | しょくぶつえんのクサイハナ                 | 武上純希 | 井硲清高   | 井硲清高   | 酒井啓史            |
| 11月5日        | 66      | 71     | ポケモン・ザ・ムービー！                   | 米村正二 | 鈴木敏明   | 井硲清高   | 志村泉              |
| 11月12日       | 67      | 72     | ニャースのあいうえお                       | 首藤剛志 | 湯山邦彦   | 鈴木敏明   | 酒井啓史            |
| 11月19日       | 68      | 73     | してんのうシバとうじょう！                 | 武上純希 | 井上修     | 井上修     | 梶浦紳一郎          |
| 11月26日       | 69      | 74     | げきとつ！ちょうこだいポケモン             | 冨岡淳広 | 福本潔     | 福本潔     | 福本勝              |
| 12月3日        | 70      | 75     | ガラガラのホネこんぼう                     | 大橋志吉 | 浅田裕二   | 浅田裕二   | 玉川明洋            |
| 12月10日       | 71      | 76     | ファイヤー！ポケモンリーグかいかいしき！   | 園田英樹 | 井硲清高   | 元永慶太郎 | 依田正彦            |
| 12月17日       | 72      | 77     | ポケモンリーグかいまく！みずのフィールド！ | 冨岡淳広 | 横田和     | 大町繁     | たけだゆうさく      |
| 12月24日       | 73      | 78     | こおりのフィールド！ほのおのたたかい！     | 武上純希 | 鈴木敏明   | 井硲清高   | 玉川明洋            |
| 1999年 1月1日  | 74      | 79     | くさのフィールド！いがいなきょうてき！     | 大橋志吉 | 浅田裕二   | 浅田裕二   | 岩根雅明            |
| 1月7日         | 75      | 80     | ライバルとうじょう！                       | 米村正二 | 井上修     | 井上修     | 梶浦紳一郎          |
| 1月14日        | 76      | 81     | セキエイスタジアム！VSヒロシ!！            | 園田英樹 | 福本潔     | 福本潔     | 福本勝              |
| 1月21日        | 77      | 82     | ポケモンリーグ！さいごのたたかい！         | 藤田伸三 | 浅田裕二   | 大町繁     | たけだゆうさく      |

### オレンジ諸島編
| 放送日         | 話数 | 総話数 | サブタイトル                             | 脚本     | 絵コンテ | 演出     | 作画監督       |
| -------------- | ---- | ------ | ---------------------------------------- | -------- | -------- | -------- | -------------- |
| 1999年 1月28日 | 1    | 83     | マサラタウン！あらたなるたびだち         | 園田英樹 | 浅田裕二 | 浅田裕二 | 岩根雅明       |
| 2月4日         | 2    | 84     | ひこうせんはふこうせん!?                 | 武上純希 | 鈴木敏明 | 鈴木敏明 | 志村泉         |
| 2月11日        | 3    | 85     | なんごくポケモンとGSボール               | 冨岡淳広 | 小林清志 | 江上潔   | 藤田正幸       |
| 2月18日        | 4    | 86     | ラプラスをたすけろ！                     | 藤田伸三 | 井硲清高 | 井硲清高 | 酒井啓史       |
| 2月25日        | 5    | 87     | オレンジリーグ！ナツカンジム！           | 大橋志吉 | 井上修   | 井上修   | 梶浦紳一郎     |
| 3月4日         | 6    | 88     | きえたポケモンたちのナゾ！               | 冨岡淳広 | 浅田裕二 | 浅田裕二 | 玉川明洋       |
| 3月11日        | 7    | 89     | クリスタルのイワーク                     | 大橋志吉 | 鈴木敏明 | 鈴木敏明 | 志村泉         |
| 3月18日        | 8    | 90     | ピンクのポケモンじま                     | 武上純希 | 横田和   | 大町繁   | たけだゆうさく |
| 3月25日        | 9    | 91     | カブトのかせきのひみつ！                 | 藤田伸三 | 井硲清高 | 井硲清高 | 山田俊也       |
| 4月1日         | 10   | 92     | おどる！ポケモンショーボート！           | 園田英樹 | 葛谷直行 | 井上修   | 梶浦紳一郎     |
| 4月8日         | 11   | 93     | さよならコダック！またきてゴルダック？   | 冨岡淳広 | 浅田裕二 | 浅田裕二 | 岩根雅明       |
| 4月15日        | 12   | 94     | セイリングジョーイ！あらなみをこえて！   | 武上純希 | 鈴木敏明 | 鈴木敏明 | 志村泉         |
| 4月22日        | 13   | 95     | ネーブルジム！ゆきやまのたたかい         | 藤田伸三 | 横田和   | 大町繁   | たけだゆうさく |
| 4月29日        | 14   | 96     | おおぐいカビゴン！だいパニック！         | 大橋志吉 | 藤本義孝 | 江上潔   | 藤田正幸       |
| 5月6日         | 15   | 97     | ゆうれいせんとゆうれいポケモン           | 大橋志吉 | 井硲清高 | 井硲清高 | 志村泉         |
| 5月13日        | 16   | 98     | おニャースさまのしま!?                   | 武上純希 | 浅田裕二 | 浅田裕二 | 岩根雅明       |
| 5月20日        | 17   | 99     | ストライク！せんしのほこり               | 冨岡淳広 | 井上修   | 井上修   | 梶浦紳一郎     |
| 5月27日        | 18   | 100    | みなみのしまだよ！ぜんいんしゅうごう!!   | 藤田伸三 | 鈴木敏明 | 鈴木敏明 | 志村泉         |
| 6月3日         | 19   | 101    | してんのうカンナ！こおりのたたかい!!     | 冨岡淳広 | 藤本義孝 | 藤本義孝 | 山本郷         |
| 6月10日        | 20   | 102    | ニドランのこいものがたり                 | 大橋志吉 | 横田和   | 大町繁   | たけだゆうさく |
| 6月17日        | 21   | 103    | だいへいげんのコイルたち！               | 藤田伸三 | 井硲清高 | 大町繁   | 小林勝利       |
| 6月24日        | 22   | 104    | ちかどうのかいぶつ!?                     | 武上純希 | 鈴木敏明 | 鈴木敏明 | 志村泉         |
| 7月1日         | 23   | 105    | ユズジム！タイプバトル！3VS3             | 園田英樹 | 藤本義孝 | 栗本宏志 | 梶浦紳一郎     |
| 7月15日        | 24   | 106    | ピカチュウVSニャース!?                   | 大橋志吉 | 浅田裕二 | 浅田裕二 | 岩根雅明       |
| 7月22日        | 25   | 107    | リザードン！きみにきめた!!               | 冨岡淳広 | 横田和   | 大町繁   | たけだゆうさく |
| 7月29日        | 26   | 108    | ひけしたいけつ！ゼニガメVSカメール       | 藤田伸三 | 藤本義孝 | 鈴木敏明 | 志村泉         |
| 8月5日         | 27   | 109    | もえよ！カビゴン!!                       | 武上純希 | 浅田裕二 | 浅田裕二 | 岩根雅明       |
| 8月12日        | 28   | 110    | タッグバトル！さいごのジム!!             | 園田英樹 | 鈴木敏明 | 松本正幸 | 山本郷         |
| 8月19日        | 29   | 111    | コイキング！しんかのひみつ!!             | 藤田伸三 | 井硲清高 | 大町繁   | 小林勝利       |
| 8月26日        | 30   | 112    | ニョロモとカスミ                         | 大橋志吉 | 浅田裕二 | 浅田裕二 | 岩根雅明       |
| 9月2日         | 31   | 113    | ウィナーズカップ！フルバトル6VS6         | 冨岡淳広 | 藤本義孝 | 井上修   | 梶浦紳一郎     |
| 9月9日         | 32   | 114    | ファイナルバトル！カイリューとうじょう！ | 冨岡淳広 | 鈴木敏明 | 大町繁   | たけだゆうさく |
| 9月16日        | 33   | 115    | さよならラプラス！                       | 園田英樹 | 浅田裕二 | 浅田裕二 | 志村泉         |
| 9月23日        | 34   | 116    | マルマインだいばくは!?                   | 武上純希 | 藤本義孝 | 藤本義孝 | 山本郷         |
| 9月30日        | 35   | 117    | かえってきたマサラタウン！               | 大橋志吉 | 横田和   | 大町繁   | たけだゆうさく |
| 10月7日        | 36   | 118    | ライバルたいけつ！サトシVSシゲル!!       | 冨岡淳広 | 福本潔   | 福本潔   | はしもとかつみ |

### 金・銀編
| 放送日          | 話数 | 総話数 | サブタイトル                                       | 脚本     | 絵コンテ       | 演出           | 作画監督       |
| --------------- | ---- | ------ | -------------------------------------------------- | -------- | -------------- | -------------- | -------------- |
| 1999年 10月14日 | 1    | 119    | ワカバタウン！はじまりをつげるかぜがふくまち!!     | 冨岡淳広 | 浅田裕二       | 浅田裕二       | 岩根雅明       |
| 10月21日        | 2    | 120    | ルーキーのチコリータ！                             | 園田英樹 | 椎名ひさし     | 福本潔         | はしもとかつみ |
| 10月28日        | 3    | 121    | げきとつ！ヘラクロスVSカイロス！                   | 武上純希 | 井上修         | 井上修         | 梶浦紳一郎     |
| 11月4日         | 4    | 122    | ドンファンのたに！                                 | 大橋志吉 | 鈴木敏明       | 鈴木敏明       | 志村泉         |
| 11月11日        | 5    | 123    | ホーホーとあやしいもり！                           | 藤田伸三 | 横田和         | 大町繁         | たけだゆうさく |
| 11月18日        | 6    | 124    | キレイハナのバトルダンシング！                     | 米村正二 | 浅田裕二       | 浅田裕二       | 玉川明洋       |
| 11月25日        | 7    | 125    | イトマル！だいそうさせん!!                         | 冨岡淳広 | 藤本義孝       | 藤本義孝       | 山本郷         |
| 12月2日         | 8    | 126    | ブルーのかれいなせいかつ!?                         | 大橋志吉 | いわもとやすお | いわもとやすお | 竹島照子       |
| 12月9日         | 9    | 127    | オドシシ！まぼろしのもり!?                         | 武上純希 | 椎名ひさし     | 福本潔         | はしもとかつみ |
| 12月16日        | 10   | 128    | いじっぱりのチコリータ！                           | 園田英樹 | 鈴木敏明       | 鈴木敏明       | 志村泉         |
| 12月23日        | 11   | 129    | ヌオーとGSボール!?                                 | 藤田伸三 | 横田和         | 大町繁         | たけだゆうさく |
| 2000年 1月1日   | 12   | 130    | レディバのふえ！                                   | 米村正二 | 椎名ひさし     | 岩崎太郎       | はしもとかつみ |
| 1月6日          | 13   | 131    | ハピナスのハッピーナース                           | 武上純希 | 井上修         | 井上修         | 梶浦紳一郎     |
| 1月13日         | 14   | 132    | だいピンチ！マダツボミのとう！                     | 園田英樹 | 石原立也       | 石原立也       | 池田和美       |
| 1月20日         | 15   | 133    | キキョウジム！おおぞらのたたかい！                 | 米村正二 | 藤本義孝       | 鈴木敏明       | 志村泉         |
| 1月27日         | 16   | 134    | なきむしマリル！                                   | 藤田伸三 | 浅田裕二       | 浅田裕二       | 岩根雅明       |
| 2月3日          | 17   | 135    | ばくそう！オタチ&トゲピー!!                        | 冨岡淳広 | 横田和         | 大町繁         | たけだゆうさく |
| 2月10日         | 18   | 136    | リザードンのたに！またあうひまで!!                 | 首藤剛志 | 浅田裕二       | 浅田裕二       | 玉川明洋       |
| 2月17日         | 19   | 137    | だいパニック！キマワリコンテスト!!                 | 大橋志吉 | 鈴木敏明       | 井上修         | 梶浦紳一郎     |
| 2月24日         | 20   | 138    | チコリータはごきげんななめ!?                       | 武上純希 | 藤本義孝       | 鈴木敏明       | 志村泉         |
| 3月2日          | 21   | 139    | ハネッコはねた！だいそうげんのたたかい!!           | 大橋志吉 | 椎名ひさし     | 岩崎太郎       | はしもとかつみ |
| 3月9日          | 22   | 140    | なぞのスーパーヒーロー！グライガーマンとうじょう!! | 園田英樹 | 浅田裕二       | 浅田裕二       | 岩根雅明       |
| 3月16日         | 23   | 141    | メリープとまきばのしょうじょ！                     | 藤田伸三 | 横田和         | 大町繁         | たけだゆうさく |
| 3月23日         | 24   | 142    | バトルしようぜ！ハッサムVSヘラクロス!!             | 冨岡淳広 | 近藤信宏       | 岩崎太郎       | はしもとかつみ |
| 3月30日         | 25   | 143    | ヒノアラシ！ゲットだぜ!!                           | 米村正二 | 浅田裕二       | 浅田裕二       | 香川久         |
| 4月6日          | 26   | 144    | ヒワダタウン！ヤドンのいど!!                       | 武上純希 | 福本潔         | 岩崎太郎       | はしもとかつみ |
| 4月13日         | 27   | 145    | クヌギダマとボングリのみ！うらやまのたたかい!!     | 米村正二 | 藤本義孝       | 鈴木敏明       | 志村泉         |
| 4月20日         | 28   | 146    | ヒワダジム！もりのバトルフィールド!!               | 米村正二 | 横田和         | 大町繁         | たけだゆうさく |
| 4月27日         | 29   | 147    | ウバメのもり！カモネギをさがせ!!                   | 冨岡淳広 | 岩崎太郎       | 岩崎太郎       | 平塚知哉       |
| 5月4日          | 30   | 148    | ソーナンスとポケモンこうかんかい!!                 | 大橋志吉 | 井硲清高       | 浅田裕二       | 岩根雅明       |
| 5月11日         | 31   | 149    | もえろゼニガメだん！ほのおのように!!               | 藤田伸三 | 井上修         | 井上修         | 佐藤まさふみ   |
| 5月18日         | 32   | 150    | ウパーがいっぱい！                                 | 武上純希 | 横田和         | 大町繁         | たけだゆうさく |
| 5月25日         | 33   | 151    | プリンVSブルー！                                   | 大橋志吉 | 藤本義孝       | 鈴木敏明       | 志村泉         |
| 6月1日          | 34   | 152    | ダークポケモン・デルビル！                         | 米村正二 | 椎名ひさし     | 岩崎太郎       | はしもとかつみ |
| 6月8日          | 35   | 153    | ワニノコはだれのもの!?サトシVSカスミ！             | 冨岡淳広 | 浅田裕二       | 浅田裕二       | 岩根雅明       |
| 6月15日         | 36   | 154    | エアームドVSヒノアラシ！はがねのつばさ!!           | 米村正二 | 井上修         | 井上修         | 佐藤まさふみ   |
| 6月22日         | 37   | 155    | おどれワニノコ！あいのステップを!!                 | 藤田伸三 | 椎名ひさし     | 岩崎太郎       | はしもとかつみ |
| 6月29日         | 38   | 156    | いろちがいのヨルノズク！ゲットだぜ!!               | 武上純希 | 藤本義孝       | 鈴木敏明       | 志村泉         |
| 7月6日          | 39   | 157    | リングマでドッキリ！                               | 大橋志吉 | 浅田裕二       | 浅田裕二       | 岩根雅明       |
| 7月13日         | 40   | 158    | キリンリキ！エスパーポケモンのむら!!               | 冨岡淳広 | 横田和         | 大町繁         | たけだゆうさく |
| 7月27日         | 41   | 159    | ポケモンうらない!?だいらんせん！                   | 大橋志吉 | 藤本義孝       | 鈴木敏明       | 志村泉         |
| 8月3日          | 42   | 160    | コガネジム！スピード&パワー!?                      | 武上純希 | 葛谷直行       | 井上修         | 佐藤まさふみ   |
| 8月10日         | 43   | 161    | ミルタンク！リベンジバトル!!                       | 藤田伸三 | 岩崎太郎       | 岩崎太郎       | はしもとかつみ |
| 8月17日         | 44   | 162    | ラジオとうのたたかい！じくうをこえて!!             | 米村正二 | 浅田裕二       | 浅田裕二       | 岩根雅明       |
| 8月24日         | 45   | 163    | むしとりたいかい！しぜんこうえんでゲットだぜ!!     | 園田英樹 | 横田和         | 大町繁         | たけだゆうさく |
| 8月31日         | 46   | 164    | ウソッキーはどこにいる!?                           | 大橋志吉 | 福本潔         | 秦義人         | 福本勝         |
| 9月7日          | 47   | 165    | こだいポケモンパーク！アルフのいせき!!             | 冨岡淳広 | 藤本義孝       | 鈴木敏明       | 志村泉         |
| 9月14日         | 48   | 166    | ポッポやのでんしょポッポ！                         | 武上純希 | 井上修         | 井上修         | 佐藤まさふみ   |
| 9月21日         | 49   | 167    | ズバットのやかた！きけんなめいろ!!                 | 藤田伸三 | 横田和         | 大町繁         | たけだゆうさく |
| 9月28日         | 50   | 168    | カポエラーVSフシギダネ！かくとうたいけつ!!         | 米村正二 | 椎名ひさし     | 岩崎太郎       | はしもとかつみ |
| 10月5日         | 51   | 169    | ジャングルのさんびき！おんせんバトル!!             | 園田英樹 | 浅田裕二       | 浅田裕二       | 岩根雅明       |
| 10月12日        | 52   | 170    | アズマオウ！フィッシングバトル!!                   | 大橋志吉 | 辻初樹         | 深沢幸司       | 池田裕治       |
| 10月19日        | 53   | 171    | さよならロコン！ポケモンビューティーコンテスト!!   | 冨岡淳広 | 藤本義孝       | 鈴木敏明       | 志村泉         |
| 10月26日        | 54   | 172    | ツボツボVSマダツボミ                               | 武上純希 | 岩崎太郎       | 岩崎太郎       | 福本勝         |
| 11月2日         | 55   | 173    | ブラッキー！やみよのたたかい!!                     | 米村正二 | 浅田裕二       | 浅田裕二       | 岩根雅明       |
| 11月9日         | 56   | 174    | レディアン！かぜのたにをこえて!!                   | 藤田伸三 | 横田和         | 大町繁         | たけだゆうさく |
| 11月16日        | 57   | 175    | ソーナンスのむら!?                                 | 大橋志吉 | 井上修         | 井上修         | 佐藤まさふみ   |
| 11月23日        | 58   | 176    | めざせメタモンマスター！イミテふたたび!!           | 冨岡淳広 | 浅田裕二       | 浅田裕二       | 岩根雅明       |
| 11月30日        | 59   | 177    | ニャースとブルーとグランブル!?                     | 武上純希 | 井上修         | 井上修         | 佐藤まさふみ   |
| 12月7日         | 60   | 178    | アリアドス！ポケモンにんぽうバトル!!               | 藤田伸三 | 岩崎太郎       | 岩崎太郎       | はしもとかつみ |
| 12月14日        | 61   | 179    | はばたけヤンヤンマ！あしたのそらへ!!               | 大橋志吉 | 横田和         | 大町繁         | たけだゆうさく |
| 12月21日        | 62   | 180    | ポポッコ！くさポケモンバトル!!                     | 藤田伸三 | 井上修         | 鈴木敏明       | 志村泉         |

| 放送日         | 話数 | 総話数 | サブタイトル                                                 | 脚本     | 絵コンテ   | 演出         | 作画監督          |
| -------------- | ---- | ------ | ------------------------------------------------------------ | -------- | ---------- | ------------ | ----------------- |
| 2001年 1月4日  | 63   | 181    | ピカチュウとピチュー！                                       | 武上純希 | 浅田裕二   | 浅田裕二     | 岩根雅明          |
| 1月11日        | 64   | 182    | ヘルガーとトゲピー！                                         | 米村正二 | 藤本義孝   | 鈴木敏明     | 志村泉            |
| 1月18日        | 65   | 183    | やけたとう！マツバとうじょう!!                               | 冨岡淳広 | 福本潔     | 岩崎太郎     | はしもとかつみ    |
| 1月25日        | 66   | 184    | エンジュジム！ゴーストバトル!!                               | 冨岡淳広 | 横田和     | 大町繁       | たけだゆうさく    |
| 2月1日         | 67   | 185    | イーブイ5しまい！おちゃかいでバトル!!                        | 大橋志吉 | 浅田裕二   | 浅田裕二     | 岩根雅明          |
| 2月8日         | 68   | 186    | ヤミカラス！うばわれたバッジ!!                               | 藤田伸三 | 門智昭     | 松本マサユキ | 門智昭            |
| 2月15日        | 69   | 187    | テッポウオのそら！                                           | 首藤剛志 | 岩崎太郎   | 岩崎太郎     | はしもとかつみ    |
| 2月22日        | 70   | 188    | ヒメグマのひみつ！                                           | 米村正二 | 藤本義孝   | 鈴木敏明     | 志村泉            |
| 3月1日         | 71   | 189    | こおったヒマナッツのなぞ！                                   | 武上純希 | 井上修     | 大町繁       | たけだゆうさく    |
| 3月8日         | 72   | 190    | ここほれウリムー！おんせんをさがせ!!                         | 大橋志吉 | 横田和     | 松本マサユキ | 桜井木ノ実        |
| 3月15日        | 73   | 191    | フリーザーVSプリン！ふぶきのなかで！                         | 冨岡淳広 | 藤本義孝   | 鈴木敏明     | 志村泉            |
| 3月22日        | 74   | 192    | ウインディとほのおのいし！                                   | 藤田伸三 | 福本潔     | 福本潔       | はしもとかつみ    |
| 3月29日        | 75   | 193    | ノコッチはのこっちない!?                                     | 大橋志吉 | 横田和     | 大町繁       | たけだゆうさく    |
| 4月5日         | 76   | 194    | ソーナンス！そうなんす？                                     | 米村正二 | 浅田裕二   | 浅田裕二     | 岩根雅明          |
| 4月12日        | 77   | 195    | タケシたおれる！あぶないキャンプ!!                           | 藤田伸三 | 藤本義孝   | 鈴木敏明     | 志村泉            |
| 4月19日        | 78   | 196    | オーダイルVSカメックス！すもうバトル!!                       | 冨岡淳広 | 平田智浩   | 藤本義孝     | 桜井木ノ実        |
| 4月26日        | 79   | 197    | ポケモンとはなせます!?ポケモンのことばポケモンのきもち！     | 首藤剛志 | 福本潔     | 福本潔       | 谷口淳一郎        |
| 5月3日         | 80   | 198    | ゴルバットVSかめんのじょおうムサシ！いせきのたたかい!!       | 武上純希 | 横田和     | 大町繁       | たけだゆうさく    |
| 5月10日        | 81   | 199    | ドーブルのきせき!!あさひのなかでかがやいて！                 | 首藤剛志 | 平田智浩   | 藤本義孝     | 桜井木ノ実        |
| 5月17日        | 82   | 200    | ニドリーノ ニドリーナ！タケシのバラいろのひび!?              | 大橋志吉 | 浅田裕二   | 鈴木敏明     | 酒井啓史          |
| 5月24日        | 83   | 201    | さよならチコリータ!?でんきのラビリンス！                     | 米村正二 | 藤本義孝   | 鈴木敏明     | 志村泉            |
| 5月31日        | 84   | 202    | ベイリーフはどこへいった!?ハーブばたけでつかまえて！         | 藤田伸三 | 福本潔     | 福本潔       | はしもとかつみ    |
| 6月7日         | 85   | 203    | ネイティうらない！みらいよちのしんぴ!!                       | 大橋志吉 | 横田和     | 大町繁       | たけだゆうさく    |
| 6月14日        | 86   | 204    | ポケモンききゅうだいレース!!あらしをこえて！                 | 米村正二 | 浅田裕二   | 福本潔       | はしもとかつみ    |
| 6月21日        | 87   | 205    | ムチュールにもうむちゅう!!スーパースターはポケモンがおすき？ | 園田英樹 | 浅田裕二   | 浅田裕二     | 岩根雅明          |
| 6月28日        | 88   | 206    | なみのりサイドンをおえ!?みずうみのたたかい！                 | 首藤剛志 | 藤本義孝   | 原口浩       | 谷口淳一郎        |
| 7月5日         | 89   | 207    | カクレオンはどこにいる!?みえないポケモンにだいこんらん！     | 大橋志吉 | 浅田裕二   | 浅田裕二     | 岩根雅明          |
| 7月12日        | 90   | 208    | みずポケモンぎらいのジョーイさん!?カスミのいかり！           | 首藤剛志 | 藤本義孝   | 鈴木敏明     | 志村泉            |
| 7月19日        | 91   | 209    | せいぼミルタンク！さばくのひみつ！                           | 冨岡淳広 | 福本潔     | 秦義人       | 谷口淳一郎        |
| 7月26日        | 92   | 210    | かがやきのとうだい！アサギシティのたたかい！                 | 武上純希 | 浅田裕二   | 浅田裕二     | 岩根雅明          |
| 8月2日         | 93   | 211    | タンバジム！まっこうしょうぶかくとうたいけつ!!               | 藤田伸三 | 菊池一仁   | 大町繁       | たけだゆうさく    |
| 8月9日         | 94   | 212    | うずまきれっとう！あらたなるちょうせん!!                     | 冨岡淳広 | 藤本義孝   | 鈴木敏明     | 志村泉            |
| 8月16日        | 95   | 213    | ポッポとデカポッポ！まだみぬそらへ!!                         | 首藤剛志 | 原口浩     | 原口浩       | はしもとかつみ    |
| 8月23日        | 96   | 214    | たびだてうみへ！チョンチーぎょうれつ!!                       | 園田英樹 | 浅田裕二   | 浅田裕二     | 岩根雅明          |
| 8月30日        | 97   | 215    | サニーゴでアミーゴ！おうがんとうのたいけつ!!                 | 大橋志吉 | 福本潔     | 福本潔       | 福本勝 谷口淳一郎 |
| 9月6日         | 98   | 216    | マンタインとちんぼつせん!!なぞのポケモンのひみつ！           | 米村正二 | 横田和     | 大町繁       | たけだゆうさく    |
| 9月13日        | 99   | 217    | オクタンとテッポウオ！うずまきカップよせん!!                 | 冨岡淳広 | 藤本義孝   | 鈴木敏明     | 志村泉            |
| 9月20日        | 100  | 218    | うずまきカップ！みずのコロシアムでだいバトル!!               | 冨岡淳広 | 原口浩     | 原口浩       | はしもとかつみ    |
| 9月27日        | 101  | 219    | サトシVSカスミ！うずまきカップさいごのたたかい!!             | 冨岡淳広 | 浅田裕二   | 浅田裕二     | 岩根雅明          |
| 10月4日        | 102  | 220    | ディグダのむらをまもれ！おとしあなだいさくせん!?             | 首藤剛志 | 横田和     | 大町繁       | たけだゆうさく    |
| 10月11日       | 103  | 221    | ぎんいろのはねのでんせつ！ぎんがんとうのたたかい!!           | 藤田伸三 | 秦義人     | 秦義人       | 福本勝            |
| 10月18日       | 104  | 222    | なぞのポケモンX!!                                            | 大橋志吉 | 藤本義孝   | 鈴木敏明     | 志村泉            |
| 10月25日       | 105  | 223    | とらわれのルギア！                                           | 大橋志吉 | 藤本義孝   | 鈴木敏明     | 酒井啓史          |
| 11月1日        | 106  | 224    | ルギアとのやくそく！                                         | 大橋志吉 | 浅田裕二   | 浅田裕二     | 岩根雅明          |
| 11月8日        | 107  | 225    | とべホーホーごう！アサギをめざし!!                           | 武上純希 | よこた和   | 大町繁       | たけだゆうさく    |
| 11月15日       | 108  | 226    | アサギジム！VSハガネール!!                                   | 米村正二 | 原口浩     | 原口浩       | はしもとかつみ    |
| 11月22日       | 109  | 227    | さよならフシギダネ！オーキドていのぼうけん!!                 | 米村正二 | 藤本義孝   | 鈴木敏明     | 志村泉            |
| 11月29日       | 110  | 228    | エーフィとサクラ！エンジュシティふたたび!!                   | 大橋志吉 | 井硲清高   | 浅田裕二     | 岩根雅明          |
| 12月6日        | 111  | 229    | スイクンとミナキ！ホウオウのでんせつ!!                       | 冨岡淳広 | 福本潔     | 小野勝巳     | 徳田夢之介        |
| 12月13日       | 112  | 230    | ポケモンライドでつっぱしれ!!                                 | 藤田伸三 | よこた和   | 大町繁       | 酒井啓史          |
| 12月20日       | 113  | 231    | めいたんていジュンサー！きえたタマゴのなぞ!!                 | 米村正二 | 秦義人     | 秦義人       | 向田隆            |
| 12月27日       | 114  | 232    | タマゴ、かえる                                               | 武上純希 | 藤本義孝   | 鈴木敏明     | 志村泉            |
| 2002年 1月10日 | 115  | 233    | ロケットだんとデリバード！                                   | 首藤剛志 | 浅田裕二   | 浅田裕二     | 岩根雅明          |
| 1月17日        | 116  | 234    | きりのなかのキュウコン！                                     | 米村正二 | 横田和     | 大町繁       | 徳田夢之介        |
| 1月24日        | 117  | 235    | バルキーとカラテおうノブヒコ！                               | 藤田伸三 | 志水淳児   | 石倉健一     | 斎藤和也          |
| 1月31日        | 118  | 236    | ネイティオのだいよげん！                                     | 首藤剛志 | 原口浩     | 原口浩       | はしもとかつみ    |
| 2月7日         | 119  | 237    | ワタルとあかいギャラドス！                                   | 藤田伸三 | 藤本義孝   | 鈴木敏明     | 志村泉            |
| 2月14日        | 120  | 238    | あかいギャラドスのいかり！                                   | 藤田伸三 | 浅田裕二   | 浅田裕二     | 岩根雅明          |
| 2月21日        | 121  | 239    | イノムーとふゆのヤナギ！                                     | 武上純希 | 藤本義孝   | 大町繁       | 酒井啓史          |
| 2月28日        | 122  | 240    | チョウジジム！こおりのバトル!!                               | 冨岡淳広 | よこた和   | 誌村宏明     | 徳田夢之介        |
| 3月7日         | 123  | 241    | キレイハナVSラフレシア！そうげんのへいわ！                   | 大橋志吉 | 秦義人     | 秦義人       | 向田隆            |
| 3月14日        | 124  | 242    | マグカルゴ！あついこころでゲットだぜ!!                       | 米村正二 | 浅田裕二   | 鈴木敏明     | 志村泉            |
| 3月21日        | 125  | 243    | ポケモンまほうでだいへんしん!?                               | 藤田伸三 | 藤本義孝   | 大町繁       | 小管和久          |
| 3月28日        | 126  | 244    | サンダーとクリスタル！みずうみのひみつ！                     | 米村正二 | 藤本義孝   | 鈴木敏明     | 酒井啓史          |
| 4月11日        | 127  | 245    | ふたごのププリンVSプリン！うたうポケモンコンサート！         | 大橋志吉 | 浅田裕二   | 浅田裕二     | 岩根雅明          |
| 4月18日        | 128  | 246    | ヤドンのさとり！サトシのさとり！                             | 首藤剛志 | よこた和   | 大町繁       | 徳田夢之介        |
| 4月25日        | 129  | 247    | にせオーキドはかせ!?せんりゅうたいけつ!!                     | 冨岡淳広 | 秦義人     | 秦義人       | はしもとかつみ    |
| 5月2日         | 130  | 248    | ピィとピッピとながれぼし！                                   | 武上純希 | 藤本義孝   | 鈴木敏明     | 志村泉            |
| 5月9日         | 131  | 249    | ニョロゾのしんか！                                           | 大橋志吉 | 中野頼道   | 大町繁       | 小管和久          |
| 5月16日        | 132  | 250    | バトルパーク！VSカメックス・リザードン・フシギバナ！         | 米村正二 | 浅田裕二   | 浅田裕二     | 岩根雅明          |
| 5月23日        | 133  | 251    | ニョロトノとチアリーディング！                               | 園田英樹 | よこた和   | 大町繁       | たけだゆうさく    |
| 5月30日        | 134  | 252    | こおりのどうくつ！                                           | 大橋志吉 | 誌村宏明   | 誌村宏明     | 徳田夢之介        |
| 6月6日         | 135  | 253    | イブキとミニリュウ！                                         | 藤田伸三 | 秦義人     | 秦義人       | 福本勝            |
| 6月13日        | 136  | 254    | フスベジムのりゅうのきば！                                   | 冨岡淳広 | 藤本義孝   | 鈴木敏明     | 志村泉            |
| 6月20日        | 137  | 255    | カイリュー！げきりんはつどう!!                               | 冨岡淳広 | 浅田裕二   | 浅田裕二     | 岩根雅明          |
| 6月27日        | 138  | 256    | フスベジム！さいごのバッジ!!                                 | 米村正二 | 藤本義孝   | 大町繁       | たけだゆうさく    |
| 7月4日         | 139  | 257    | ソーナノ!?ジムバッジとソーナンス!!                           | 武上純希 | 浅田裕二   | 大町繁       | 酒井啓史          |
| 7月11日        | 140  | 258    | リュウグウジム！みずのなかでバトルだぜ！                     | 大橋志吉 | 誌村宏明   | 秦義人       | 福本勝            |
| 7月18日        | 141  | 259    | ラプラスのうた！                                             | 藤田伸三 | 秦義人     | 鈴木敏明     | 志村泉            |
| 7月25日        | 142  | 260    | タマゴをまもれ！あらしのなかでうまれたいのち！               | 園田英樹 | 藤本義孝   | 藤本義孝     | 志村泉            |
| 8月1日         | 143  | 261    | エンテイとおんせんのなかまたち！                             | 米村正二 | 浅田裕二   | 浅田裕二     | 岩根雅明          |
| 8月8日         | 144  | 262    | ヤドキング！おうじゃのしるし!!                               | 武上純希 | 倉井さとし | 大町繁       | たけだゆうさく    |
| 8月15日        | 145  | 263    | ナナコとエレキッド！                                         | 大橋志吉 | 誌村宏明   | 鈴木敏明     | 志村泉            |
| 8月22日        | 146  | 264    | ヨーギラスがんばる！                                         | 藤田伸三 | よこた和   | 秦義人       | 福本勝            |
| 8月29日        | 147  | 265    | ふしぎのくにのアンノーン！                                   | 冨岡淳広 | 湯山邦彦   | 浅田裕二     | 岩根雅明          |
| 9月5日         | 148  | 266    | バンギラスとヨーギラス！                                     | 園田英樹 | 誌村宏明   | 誌村宏明     | 宍戸久美子        |
| 9月12日        | 149  | 267    | ニューラとせいなるほのお！                                   | 大橋志吉 | 木村竜二   | 大町繁       | たけだゆうさく    |
| 9月19日        | 150  | 268    | シロガネたいかい！シゲルふたたび!!                           | 藤田伸三 | よこた和   | 鈴木敏明     | 志村泉            |
| 9月26日        | 151  | 269    | よせんリーグ！マグマラシほのおのバトル!!                     | 米村正二 | 秦義人     | 秦義人       | 向田隆            |
| 10月3日        | 152  | 270    | メガニウムVSフシギダネ！くさタイプのいじ！                   | 米村正二 | 浅田裕二   | 浅田裕二     | 岩根雅明          |
| 10月10日       | 153  | 271    | けっしょうトーナメント！フルバトル6VS6!!                     | 冨岡淳広 | 誌村宏明   | 誌村宏明     | 宍戸久美子        |
| 10月17日       | 154  | 272    | ライバルたいけつ！カメックスVSリザードン!!                   | 冨岡淳広 | 木村竜二   | 大町繁       | たけだゆうさく    |
| 10月24日       | 155  | 273    | バシャーモふたたび！ハヅキとのたたかい！                     | 冨岡淳広 | 鈴木敏明   | 鈴木敏明     | 志村泉            |
| 10月31日       | 156  | 274    | フルバトルのはてに！それぞれのみち!!                         | 大橋志吉 | 秦義人     | 秦義人       | 宍戸久美子        |
| 11月7日        | 157  | 275    | サヨナラ… そして、たびだち！                                 | 園田英樹 | 浅田裕二   | 浅田裕二     | 岩根雅明          |
| 11月14日       | 158  | 276    | ピカチュウとのわかれ…！                                      | 藤田伸三 | 藤本義孝   | 大町繁       | 酒井啓史          |

### 欠番
- 1997年12月16日、アニメ版『ポケットモンスター』第38話「でんのうせんしポリゴン」中の演出効果に激しく画面が明滅するものがあり、これを原因として一部の視聴者が痙攣など光過敏性発作を発症、病院に搬送される事件が発生。詳細についてはポケモンショックを参照。
- 日本国外版のテレビアニメにおいても、先述のポケモンショックの回以外にも欠番となったり、一部の国で未放送の回が存在する。en:Pokémon episodes removed from rotationも参照。
  - 第4話の「サムライしょうねんのちょうせん!」は韓国では放送されていない。日本文化である侍が登場したため。同様の理由で他にも第20話がカットされている[6][注 15]。
  - 第18話の「アオプルコのきゅうじつ」は日本国外版（台湾を除く）では欠番となっている。ミスコンやコジロウのビキニ女装など一部キャラクターの描写が女性蔑視を助長するとされたため。
  - 第26話の「エリカとクサイハナ」はサトシの女装シーンがあるため、中東諸国などでは放送されていない。
  - 第35話の「ミニリュウのでんせつ」ではサトシたちが不適切に銃を突きつけられるシーンがあるため、日本国外版（台湾を除く）では欠番となっている。
  - 第64話「ルージュラのクリスマス」、第251話「こおりのどうくつ!」は日本国外版（台湾を除く）では欠番となっている。この二話に登場しているひとがたポケモン「ルージュラ」の黒い皮膚や大きな唇が、黒人差別を助長するという批判を受けたため。また、この件を受けて『ファイアレッド・リーフグリーン』以降公式的にルージュラの肌の色は黒から紫に変更された（当該記事参照）。

### ポケモンショックによる放送予定変更
| 当初の放送予定 | 当初の話数 | 実際の放送日                                                             | 実際の放送順                                                             | オフィシャルの話数                                                       | サブタイトル                                                             |
| -------------- | ---------- | ------------------------------------------------------------------------ | ------------------------------------------------------------------------ | ------------------------------------------------------------------------ | ------------------------------------------------------------------------ |
| 1997年12月16日 | 38         | 1997年12月16日                                                           | 38                                                                       | 欠番                                                                     | でんのうせんしポリゴン                                                   |
| 1997年12月23日 | 39         | 1998年10月5日                                                            | 65                                                                       | 番外編3                                                                  | ルージュラのクリスマス                                                   |
| 1997年12月30日 | 休止       | ※64マリオスタジアム・スペシャルのため（実際は1998年1月18日に延期、参照） | ※64マリオスタジアム・スペシャルのため（実際は1998年1月18日に延期、参照） | ※64マリオスタジアム・スペシャルのため（実際は1998年1月18日に延期、参照） | ※64マリオスタジアム・スペシャルのため（実際は1998年1月18日に延期、参照） |
| 1998年1月6日   | 40         | 1998年10月5日                                                            | 66                                                                       | 番外編4                                                                  | イワークでビバーク                                                       |
| 予定なし       | -          | 1998年4月16日                                                            | 39                                                                       | 38                                                                       | ピカチュウのもり                                                         |
| 1998年1月13日  | 41         | 1998年4月16日                                                            | 40                                                                       | 39                                                                       | イーブイ4きょうだい                                                      |
|                | 42-47      |                                                                          | 41-46                                                                    | 40-45                                                                    | （中略）                                                                 |
| 1998年2月24日  | 48         | 1998年6月4日                                                             | 47                                                                       | 46                                                                       | ラッキーのカルテ                                                         |
| 1998年3月3日   | 49         | 1998年7月9日                                                             | 52                                                                       | 番外編1                                                                  | げきとう! ポケモンひなまつり                                             |
| 1998年3月10日  | 50         | 1998年6月11日                                                            | 48                                                                       | 47                                                                       | ガーディとコジロウ                                                       |
|                | 51-52      |                                                                          | 49-50                                                                    | 48-49                                                                    | （中略）                                                                 |
| 1998年3月31日  | 53         | 1998年7月2日                                                             | 51                                                                       | 50                                                                       | フシギダネのふしぎのはなぞの                                             |
| 1998年4月7日   | 54         | 1998年7月16日                                                            | 54                                                                       | 51                                                                       | けいさつけんガーディ                                                     |
|                | 55-56      |                                                                          | 55-56                                                                    | 52-53                                                                    | （中略）                                                                 |
| 1998年4月28日  | 57         | 1998年8月6日                                                             | 57                                                                       | 54                                                                       | そだてやのひみつ！                                                       |
| 1998年5月5日   | 58         | 1998年7月9日                                                             | 53                                                                       | 番外編2                                                                  | こどものひだよぜんいんしゅうごう                                         |
| 1998年5月12日  | 59         | 1998年8月13日                                                            | 58                                                                       | 55                                                                       | もえろ！グレンジム！                                                     |
|                | 60-64      |                                                                          | 59-63                                                                    | 56-60                                                                    | （中略）                                                                 |
| 1998年6月23日  | 65         | 1998年9月24日                                                            | 64                                                                       | 61                                                                       | ポケモンサーカスのバリヤード                                             |
| 1998年6月30日  | 66         | 1998年10月8日                                                            | 67                                                                       | 62                                                                       | ライバルたいけつ！オーキドけんきゅうじょ                                 |

VHS（レンタル・セル共に）には欠番の「でんのうせんしポリゴン」を除けば、放送順で収録されている。ただし番外編3「ルージュラのクリスマス」は短編映画『ピカチュウのなつやすみ』に収録されている。以後、短編映画のVHS、DVDには本編のうち1話を収録することが恒例となっていた。

## 年末特番作品
- ミュウツー! 我ハココニ在リ（2000年12月30日）
- ライコウ雷の伝説（2001年12月30日）

## コミックス
- カントー編が20巻、オレンジ諸島編が9巻、金・銀編が33巻発売されている。基本的にテレビアニメと同じだが一部のシーンや台詞がカット、もしくは別のものに置き換えられているものがあり、話数が長いため金銀編の後半からは一部の話が2 - 3ページのダイジェスト紹介となっている。金銀最終巻でミシロタウンには到着しているがピカチュウの熱のシーンはカットされ、AG以降のコミックスは出ていない。

## 劇場版
| 公開順 | 長編                                                         | 短編                           | 公開日        |
| ------ | ------------------------------------------------------------ | ------------------------------ | ------------- |
| 1      | 劇場版ポケットモンスター ミュウツーの逆襲                    | ピカチュウのなつやすみ         | 1998年7月18日 |
| 2      | 劇場版ポケットモンスター 幻のポケモン ルギア爆誕             | ピカチュウたんけんたい         | 1999年7月17日 |
| 3      | 劇場版ポケットモンスター 結晶塔の帝王 ENTEI                  | ピチューとピカチュウ           | 2000年7月8日  |
| 4      | 劇場版ポケットモンスター セレビィ 時を超えた遭遇             | ピカチュウのドキドキかくれんぼ | 2001年7月7日  |
| 5      | 劇場版ポケットモンスター 水の都の護神 ラティアスとラティオス | ピカピカ星空キャンプ           | 2002年7月13日 |

この他、厳密には本作の劇場版としての制作ではないが、ポケモン映画20作記念として制作された『劇場版ポケットモンスター キミにきめた!』（2017年公開）は、無印の「劇場版ポケットモンスター」を冠す15年ぶりの新作である。TVシリーズの第1話に並ぶパラレルワールドを舞台とした作品であり、ストーリー構成や劇伴など本作へのオマージュが多分に含まれている。本編初期でのシリーズ構成と、劇場版第3作目まで脚本を担当し、2010年に死去した首藤剛志が一部脚本としてクレジットに記載された。
また、第22作『ミュウツーの逆襲 EVOLUTION』（2019年公開）は第1作のフル3DCGリメイクである。